# Старощербиновская
Старощерби́новская — станица в Краснодарском крае. Административный центр Щербиновского района. Образует Старощербиновское сельское поселение и является его административным центром.

## География
Старощербиновская — самая северная из станиц края, расположена в низовьях реки Ея, (бассейн Азовского моря), в 33 км к востоку от города Ейска.
Действует железнодорожная станция на ветке Ейск — Староминская.

## История
В 1794 году основано куренное селение Щербиновское — одно из первых 40 селений черноморских казаков на Кубани. Название перенесено с куреня Запорожской Сечи. Место для расселения было выбрано у стратегически важного исторического Чёрного брода — гати-переправы в устье Еи, где ранее существовало ногайское (крымское) укрепление. В 1801 году население куреня составляло 1789 жителей, имелось 9 ветряных мельниц. В 1809—1811 годах в курень были переселены 2178 переселенцев из Полтавской и Черниговской губерний. В 1821—1822 годах были дополнительно переселены казаки-малороссы, численность дворов в Щербиновском курене увеличилось с 588 до 774.
В 1821 году куренное селение стало именоваться Старощербиновским, в связи c образованием Новощербиновского. К середине XIX века в станице имелось 847 домов и 84 хутора. Казаков — 4127 человек, при них 49 душ крепостных и дворовых, а также 139 иногородних. 3 кирпичных завода.
Станица входила в Ейский отдел Кубанской области. Во время Первой мировой войны в станице — 3556 дворов, 15082 казаков и 2122 иногородних. Площадь юрта — 52624 десятин, в том числе пахотной земли 39519 десятин.

## Население
| 1939    | 1959    | 1970    | 1979    | 1989    | 2002    |
| ------- | ------- | ------- | ------- | ------- | ------- |
| 10 865  | ↗12 394 | ↗15 730 | ↗16 323 | ↗17 041 | ↗18 545 |
| 2010    | 2012    | 2013    | 2014    | 2015    | 2016    |
| ↘18 010 | ↘17 917 | ↘17 744 | ↘17 689 | ↘17 549 | ↘17 530 |
| 2017    | 2018    | 2019    | 2020    | 2021    | 2023    |
| ↘17 427 | ↘17 083 | ↘16 906 | ↘16 791 | ↗17 251 | ↘17 027 |

Национальный состав
Бо́льшая часть населения станицы — русские (94,9 % в 2002 году).

## Известные люди
- Арчаков Павел Ильич — советский военнослужащий. Участник Великой Отечественной войны. Полный кавалер ордена Славы.
- Жвавый Николай Фёдорович — доктор медицинских наук, профессор, ректор Тюменского государственного медицинского института
- Колесников Пётр Андреевич — российский историк, Заслуженный деятель науки Российской Федерации.
- Короленко Григорий Федотович — участник Великой Отечественной войны, Герой Советского Союза
- Ляпидевский Анатолий Васильевич — советский летчик, генерал-майор авиации (1946), первый Герой Советского Союза (1934). Проживал в станице Старощербиновской с 1917 по 1925.